# Distrito de Montijo
El distrito de Montijo está situado en la provincia de Veraguas (Panamá). Distrito cultural a 20 minutos de la ciudad de Santiago de Veraguas allí se cultivan diversas plantas. Junto con el distrito de Mariato forma parte de la península de Azuero.

## Etimología
El nombre hace referencia al municipio español de Montijo (Badajoz), célebre por la emperatriz Eugenia de Montijo.
[cita requerida]

## Historia
El pueblo de Montijo fue fundado el 29 de junio de 1590 por Pedro Hernández de Cortez, con el nombre de San Pedro de Montijo.
A inicios del siglo XX, Montijo se convirtió en un punto de entrada a Veraguas con el establecimiento de Puerto Mutis, que se convirtió en punto de cabotaje entre la provincia de Veraguas y la Ciudad de Panamá, ya que al no existir la carretera Interamericana era más rápido y fácil ir por mar que por tierra.

## División político-administrativa
Está conformado por ocho corregimientos:
- Montijo
- Gobernadora
- La Garceana
- Leones
- Pilón
- Cébaco
- Costa Hermosa
- Unión del Norte

Montijo tiene 91 (2004) centros poblados.

## Geografía
Montijo se divide en una parte continental y otra insular. La zona insular incluye varias islas del golfo de Montijo, incluyendo la isla de Coiba (la más grande de Panamá y América Central), Isla Verde, Isla Leones, Isla Gobernadora, Isla Cébaco, Isla Jicarón e Isla Jicarita.

## Economía
Está basada en la misma que el resto de Veraguas, sobre todo en la agricultura y ganadería, pero posee el Puerto Mutis, que es el principal de la provincia.